# Sky 3D (kênh truyền hình Đức)
Sky 3D là một kênh truyền hình thuộc Sky Deutschland được phát sóng từ ngày 13 tháng 10 năm 2010 và đã ngừng hoạt động vào ngày 1 tháng 7 năm 2017. Kênh phát sóng dưới dạng hình ảnh 3D.

## Lịch sử
Sky 3D được lên sóng vào ngày 13 tháng 10 năm 2010 thông qua vệ tinh Astra 19.2°E và nhà điều hành cáp Kabel BW và hoạt động bình thường, trước khi được phát sóng thử nghiệm. Máy phát vô tuyến được miễn phí cho tất cả khách hàng trong 3 tháng.Thời gian phát sóng của đài thường là từ 11 giờ đến nửa đêm. Trong khoảng thời gian không phát sóng, các đoạn trailer được phát thay thế. Từ mùa hè năm 2013, phí kích hoạt một lần là €29,90 được yêu cầu để truy cập kênh. 

## Ngừng phát sóng
Sky 3D đã ngừng hoạt động vào ngày 1 tháng 7 năm 2017 do không được khán giả đánh giá cao.